# Sham Shui Po SA
Sham Shui Po Sports Association (chinesisch 深水埗體育會 / 深水埗体育会, Pinyin Shēnshuǐbù tǐyùhuì, Jyutping Sam1seoi2bou2 tai2juk6wui6*3) ist eine Fußballmannschaft aus Hongkong. Die Mannschaft, benannt und beheimatet im Sham Shui Po District in Kowloon, spielt aktuell in der höchsten Liga, der Hong Kong Premier League. (Stand Oktober 2022)

## Erfolge
- Hong Kong Second Division: 2010/11
- Hong Kong Third Division: 2009/10

## Stadion

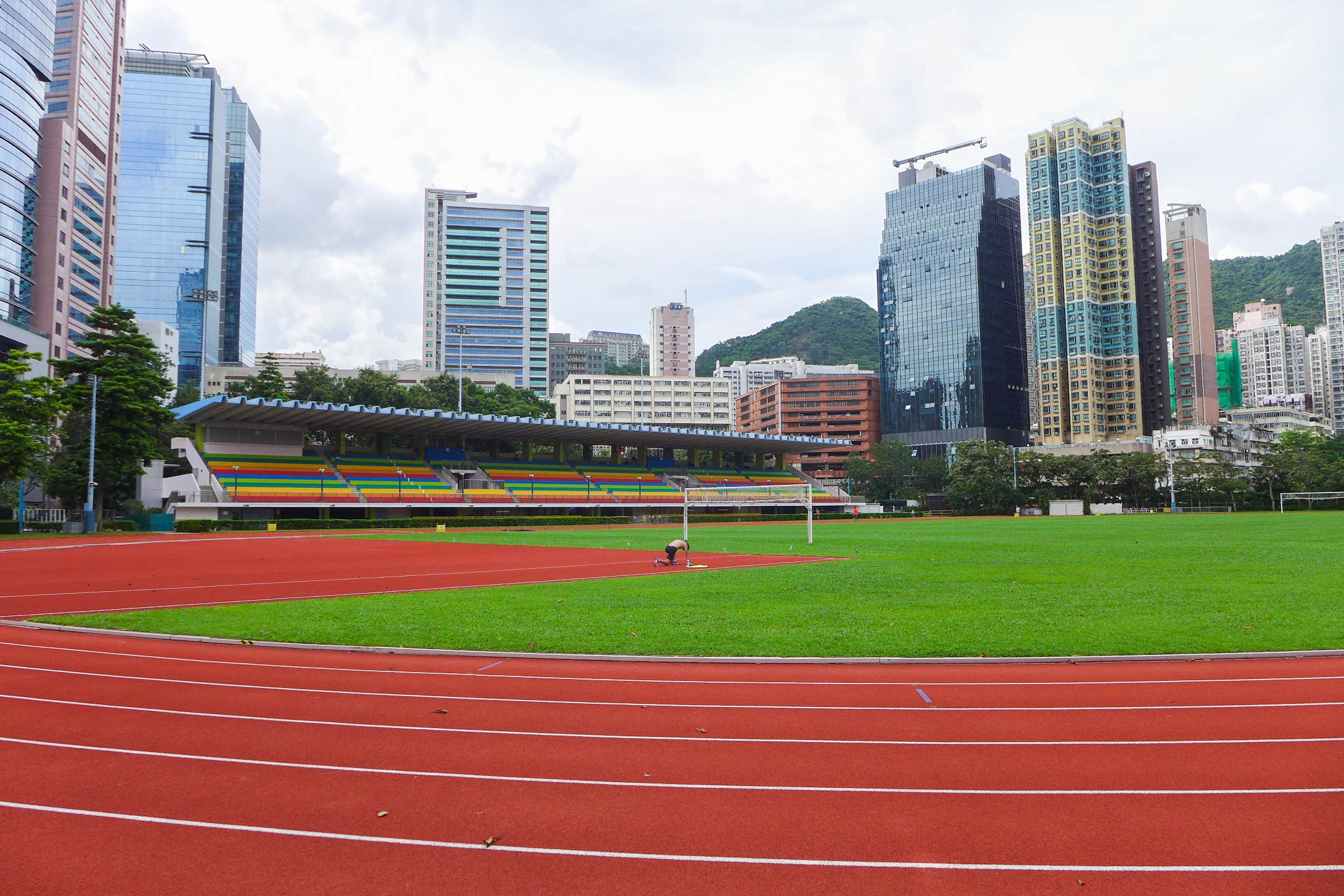
Sham Shui Po Sports Ground

### Heimstadion
Der Verein hat kein eigenes Heimstadion und trägt seine Heimspiele in den lokalen Sportstätten der Regionalregierung aus. Seit 2009 wird die Vergabe der Sportstätte als Heimstadion zum Beginn der Spielsaison durch das „Heim-Gast-Nutzungsvergabesystem“ saisonal neu vergeben. In der Saison 2022/23 trägt der Verein seine Heimspiele im lokal nahen Sham Shui Po Sports Ground (深水埗運動場) aus. Die Anlage wird vom Leisure and Cultural Services Department, kurz LCSD (康文署), betrieben. Eigentümer der Anlage ist die Hong Kong Government. Die Sportstätte befindet sich in Cheung Sha Wan, im gleichnamigen Sham Shui Po District auf der Halbinsel Kowloon und ist für 2194 Personen ausgelegt. (Stand Oktober 2022)

## Trainerchronik
Stand: Februar 2024
| Trainer                | Nation   | von               | bis              |
| ---------------------- | -------- | ----------------- | ---------------- |
| Hoi-Man Fung           | Hongkong | 1. September 2002 | 31. Mai 2003     |
| Chi-Kin Lee            | Hongkong | 1. Juli 2008      | 30. Juni 2012    |
| Chun-Kay Ko            | Hongkong | 1. August 2015    | 10. Juli 2022    |
| Man-Tik Poon           | Hongkong | 11. Juli 2022     | 1. Oktober 2022  |
| Kenneth Kar-Lok Kwok   | Hongkong | 3. Oktober 2022   | 31. Mai 2023     |
| Kwun-Yin Lawrence Tang | Hongkong | 3. Juni 2023      | 25. Oktober 2023 |
| Chun-Kay Ko            | Hongkong | 26. Oktober 2023  | 8. November 2023 |
| Ho-Yin Chan            | Hongkong | 9. November 2023  |                  |

## Spieler
Stand: Oktober 2022
| Nr. |          | Position | Name                        |
| --- | -------- | -------- | --------------------------- |
| 1   | Hongkong | TW       | Wong Tsz Chung              |
| 4   | Pakistan | AB       | Shahwaiz Khan               |
| 5   | Hongkong | AB       | Ching-Him Matthew Chan      |
| 6   | Hongkong | MF       | Ka-Lok Leo Chow             |
| 7   | Hongkong | ST       | Mak Fu Shing                |
| 8   | Chile    | ST       | Nicholas Benavides Medeiros |
| 9   | Hongkong | ST       | Lo Kong Wai                 |
| 10  | Hongkong | MF       | Lau Ho Lam                  |
| 11  | Hongkong | ST       | Ching-Yeung Timothy Wong    |
| 12  | Hongkong | MF       | Lai Kak Yi                  |
| 13  | Hongkong | MF       | Tang Kong Haang             |
| 14  | Hongkong | ST       | Jeremiah Udogwu             |
| 17  | Hongkong | TW       | To Chun Kiu                 |
| 18  | Hongkong | AB       | Yim Kai Wa                  |

| Nr. |                     | Position | Name                  |
| --- | ------------------- | -------- | --------------------- |
| 19  | Hongkong            | ST       | Tin-Long Anthony Wong |
| 21  | China Volksrepublik | MF       | Chen Hao              |
| 22  | Nepal               | MF       | Sanzio Limbu          |
| 23  | Hongkong            | MF       | Remi Dujardin         |
| 28  | Hongkong            | TW       | Tai Ting Hong         |
| 31  | Hongkong            | TW       | Wo Chi Ming           |
| 39  | Hongkong            | ST       | Tang Tsz Kwan         |
| 41  | Hongkong            | AB       | Leung Sing Yiu        |
| 49  | Hongkong            | AB       | Jou Pak Kwan          |
| 59  | Hongkong            | ST       | Chun-Wai Koby Lam     |
| 62  | Hongkong            | AB       | Chu Wing Cho          |
| 91  | Brasilien           | ST       | Thiago Silva          |
| 99  | Mongolei            | AB       | Oyunbold Oyuntuya     |